# Anholtse Broek
Het Anholtse Broek, ook wel het Breedenbroekse bos genoemd, is een Nederlands landgoed in de gemeente Oude IJsselstreek, het ligt tussen Breedenbroek, Voorst en de grens met Duitsland.

## Geschiedenis
Oorspronkelijk was het gebied rondom Breedenbroek een ontoegankelijk broeklandschap dat vanaf de middeleeuwen ontgonnen werd. In de late middeleeuwen werd het "brede broek" in een groot noordelijk- en  klein zuidelijk deel verdeeld, Anholt verwierf het zuidelijke deel, Klein-Breedenbroek". 
Het beekje Snijders Veerbeek en het Beggelderpad doorkruisen het het gebied. Aan de rand van het Breedenbroekse Bos hebben scoutingvereniging en een voetbalclub hun thuisbasis. De grond voor deze verenigingen werd beschikbaar gesteld door de vorst van Salm zu Salm, residerende op het kasteel Anholt, tevens eigenaar van een groot deel van het landgoed.
Het bos is geclassificeerd als "vochtig bos" gelegen op hogere zandgronden en pleistocene rivierterrassen van het type 5 categorie 2; ofwel,  minder goed ontwikkeld of een aangetast reliëf en een relatief intacte waterhuishouding. Het bos is opengesteld voor het publiek.

## Afbeeldingen

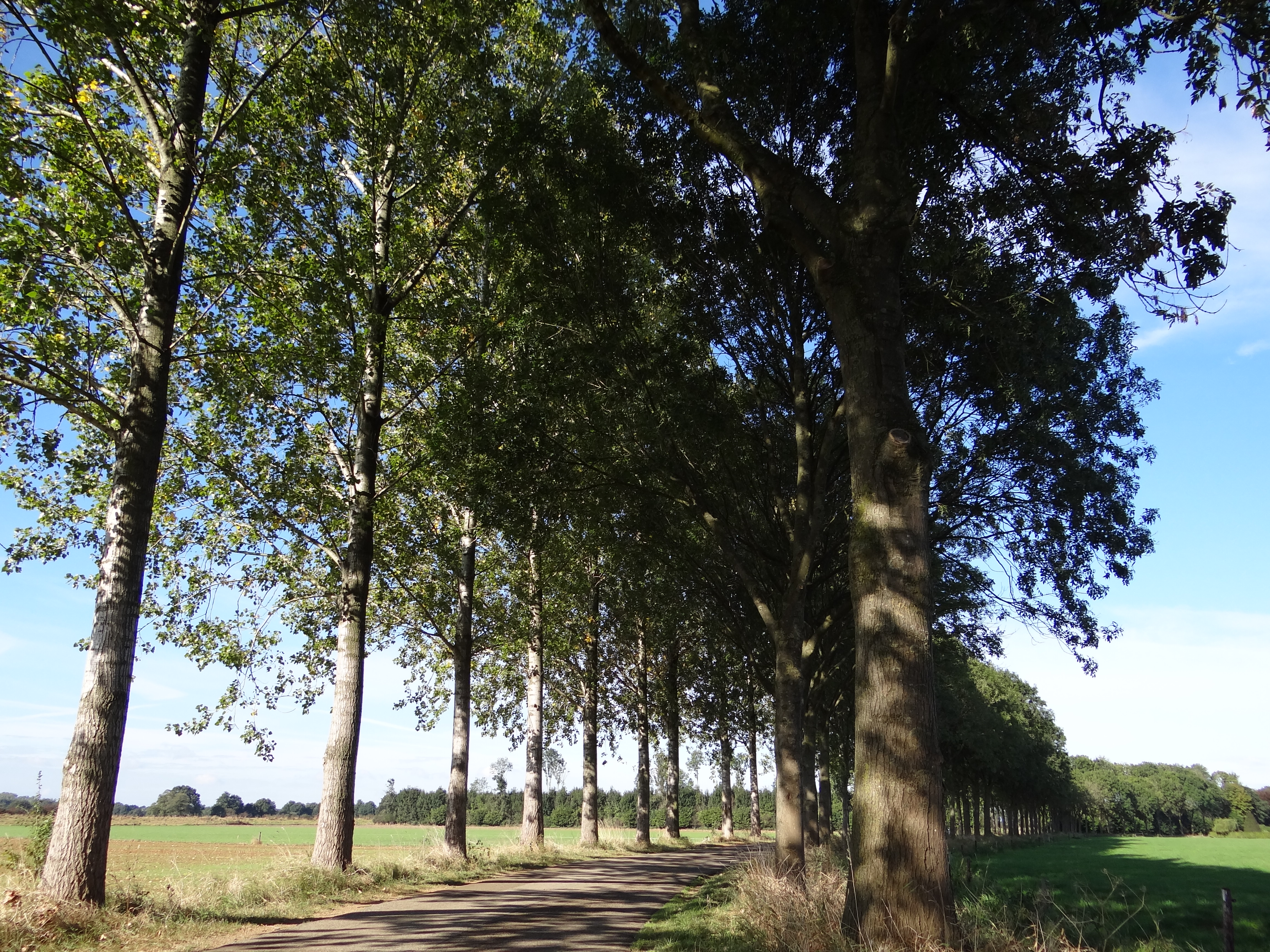
Hoonhorstweg
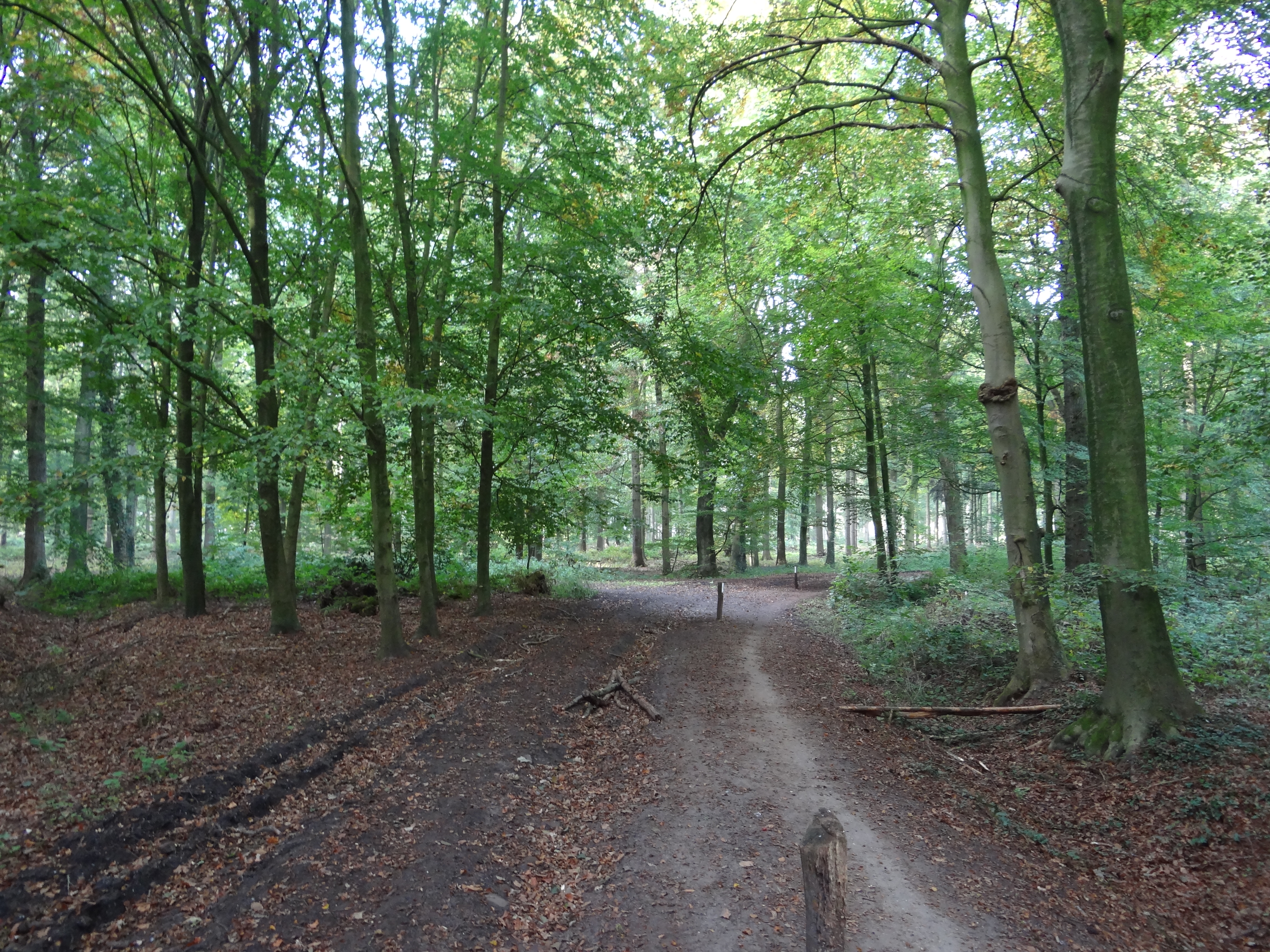
Beggelderpad
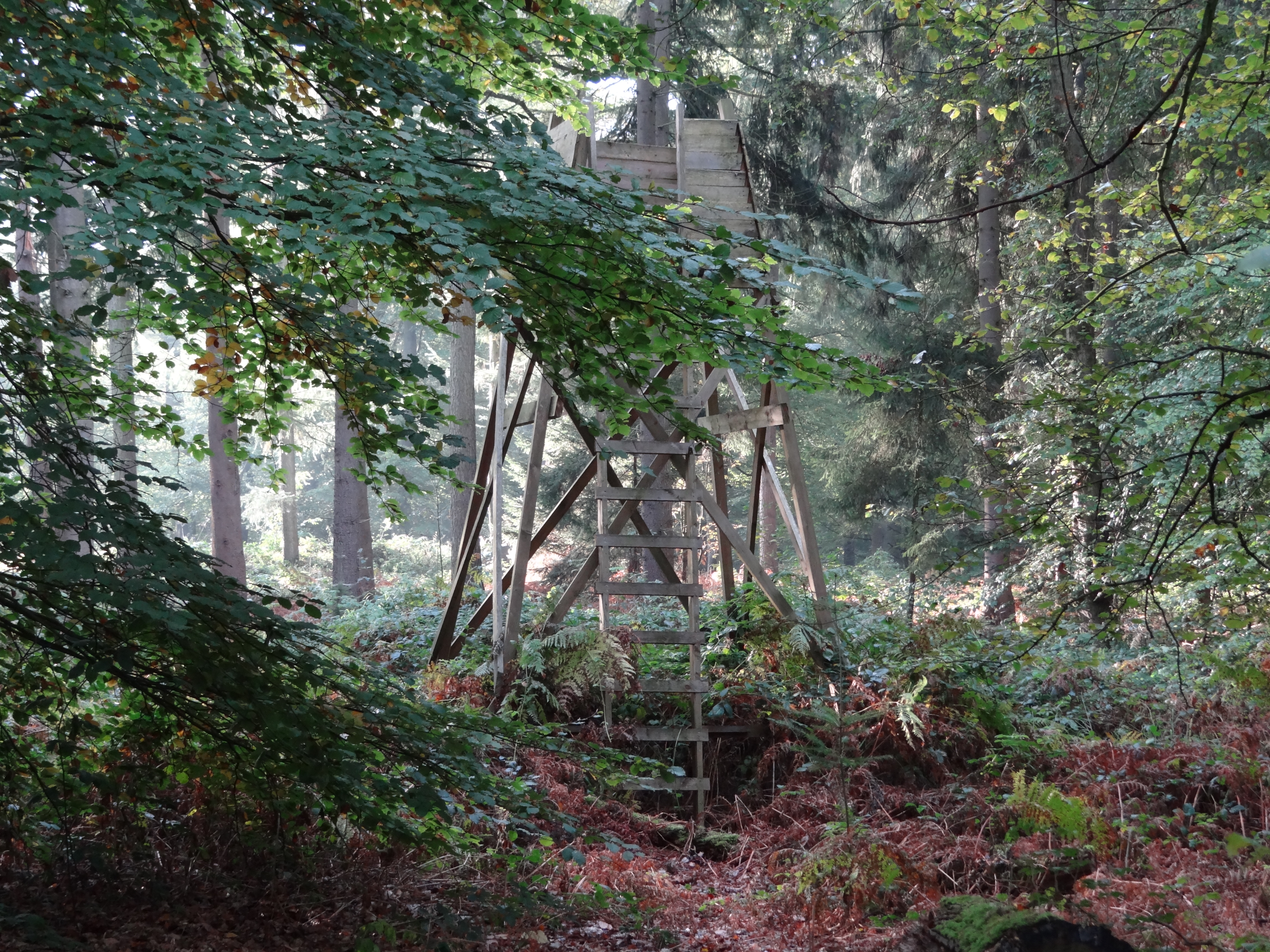
Wildobservatiepost
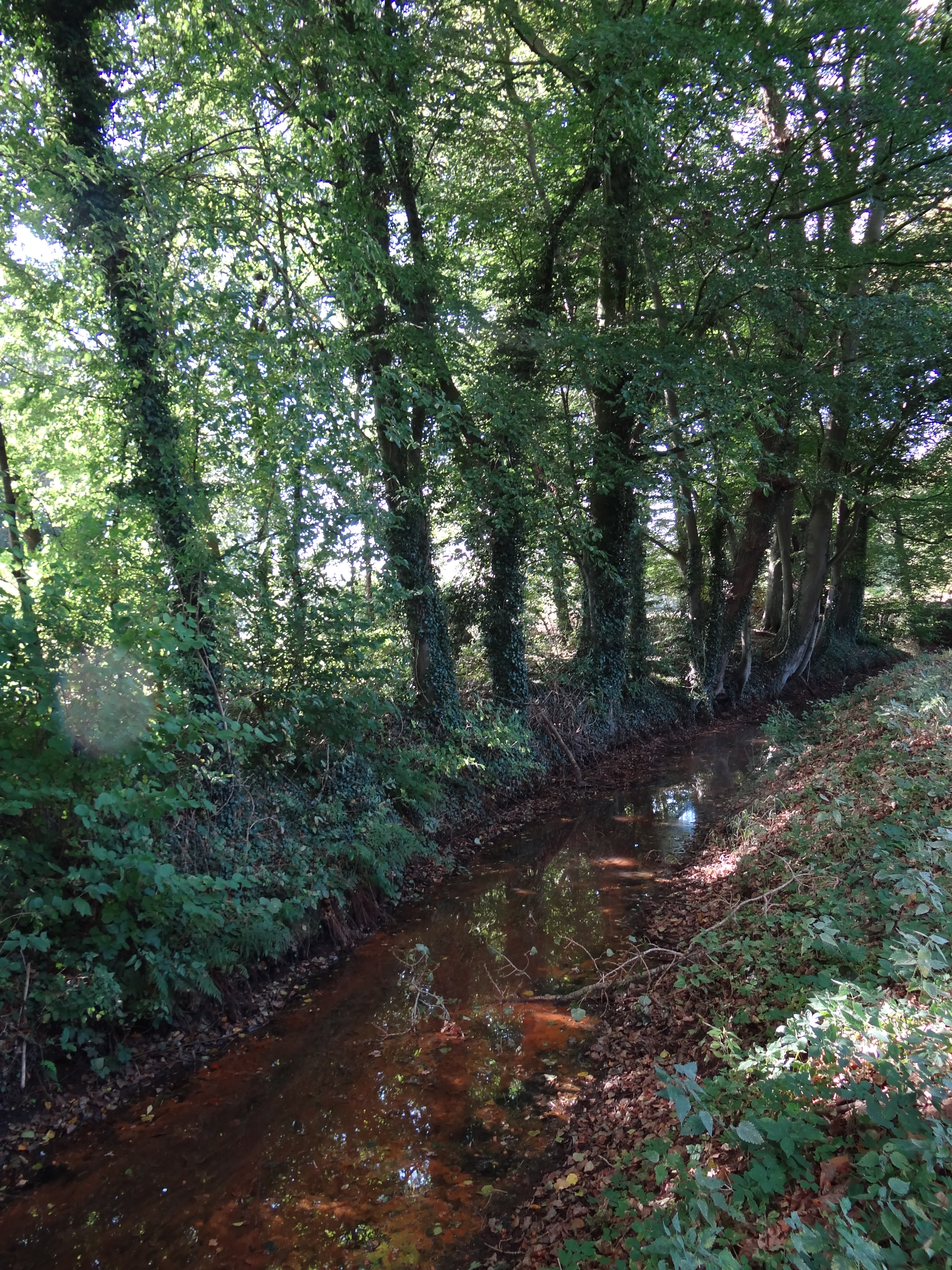
Beekje